# Aunay-sur-Odon (tổng)
Tổng Aunay-sur-Odon là một tổng thuộc tỉnh Calvados trong vùng Normandie.
Tổng này được tổ chức xung quanh Aunay-sur-Odon ở quận Vire et dans le Bocage virois. Độ cao khu vực này dao động từ 97 m (Cahagnes) đến 361 m (Le Plessis-Grimoult) với độ cao trung bình 242 m.

## Hành chính
| Danh sách các ủy viên                  |           |                |      |                                  |
| Giai đoạn                              | Giai đoạn | Tên            | Đảng | Tư cách                          |
| ?                                      | 1998      | André Bénard   |      | Thị trưởngAunay-sur-Odon         |
| 1998                                   | actuel    | Claude Hamelin | DVD  | Thị trưởng Saint-Georges-d'Aunay |
| Tất cả các dữ liệu trước đây không rõ. |           |                |      |                                  |

## Các đơn vị trực thuộc
Le canton d'Aunay-sur-Odon gồm 17 xã với dân số 7 790 người (điều tra dân số năm 1999, dân số không tính trùng)
| Xã                        | Dân số | Mã bưu chính | Mã insee |
| ------------------------- | ------ | ------------ | -------- |
| Aunay-sur-Odon            | 2 902  | 14260        | 14027    |
| Bauquay                   | 165    | 14260        | 14056    |
| La Bigne                  | 172    | 14260        | 14073    |
| Brémoy                    | 226    | 14260        | 14096    |
| Cahagnes                  | 1 065  | 14240        | 14120    |
| Coulvain                  | 289    | 14310        | 14188    |
| Dampierre                 | 121    | 14350        | 14217    |
| Danvou-la-Ferrière        | 166    | 14770        | 14219    |
| Jurques                   | 559    | 14260        | 14347    |
| Les Loges                 | 115    | 14240        | 14374    |
| Le Mesnil-Auzouf          | 252    | 14260        | 14413    |
| Ondefontaine              | 294    | 14260        | 14477    |
| Le Plessis-Grimoult       | 310    | 14770        | 14508    |
| Roucamps                  | 145    | 14260        | 14544    |
| Saint-Georges-d'Aunay     | 658    | 14260        | 14579    |
| Saint-Jean-des-Essartiers | 153    | 14350        | 14596    |
| Saint-Pierre-du-Fresne    | 198    | 14260        | 14650    |

## Biến động dân số
| 1962                                                     | 1968  | 1975  | 1982  | 1990  | 1999  |
| -------------------------------------------------------- | ----- | ----- | ----- | ----- | ----- |
| 8 625                                                    | 8 242 | 7 533 | 7 497 | 7 285 | 7 790 |
| Nombre retenu à partir de 1962 : dân số không tính trùng |       |       |       |       |       |